# هلن هانت
هلن الیزابت هانت (به انگلیسی: Helen Elizabeth Hunt) (زاده ۱۵ ژوئن ۱۹۶۳ در کالور سیتی، کالیفرنیا) هنرپیشه، کارگردان و فیلم‌نامه‌نویس آمریکایی است.
هانت با به تصویر کشیدن جیمی بوخمن در کمدی دیوانه دربارهٔ تو (۱۹۹۲–۱۹۹۹، ۲۰۱۹) به شهرت رسید، که باعث شد سه جایزه گلدن گلوب بهترین بازیگر زن در یک سریال تلویزیونی - موزیکال یا کمدی و چهار جایزه Primetime Emmy برای بازیگر نقش اول زن در یک سریال کمدی نصیبش شود.
هانت برای بازی در نقش کارول کانلی در کمدی رمانتیک As Good as It Gets (1997) برنده جایزه اسکار بهترین بازیگر زن شد، در حالی که بازی در نقش وی از Cheryl Cohen-Greene در The Sessions (2012)، نامزدی اسکار بهترین فیلم را برای او به ارمغان آورد. بازیگر نقش مکمل زن از دیگر فیلمهای برجسته وی می‌توان به Twister (1996)، Cast Away (2000)، What Women Want (2000)، Pay It Forward (2000)، Bobby (2006)، Soul Surfer (2011) و The Miracle Season (2018) اشاره کرد.

## زندگی هنری
وی بازیگری را از سن ۸ سالگی و زیر نظر پدرش (گوردون هانت، از کارگردانان نامی سینمای هالیوود) آغاز نمود.

## جوایز و افتخارات
- جایزه اسکار بهترین بازیگر نقش اول زن بخاطر فیلم بهتر از این نمی‌شه (۱۹۹۷)
- نامزد جایزه اسکار بهترین بازیگر نقش مکمل زن (۲۰۱۳)
- نامزد جایزه گلدن گلوب بهترین بازیگر زن – مجموعه تلویزیونی موزیکال یا کمدی (۱۹۹۳)
- جایزه گلدن گلوب بهترین بازیگر زن – مجموعه تلویزیونی موزیکال یا کمدی (۱۹۹۴)
- جایزه گلدن گلوب بهترین بازیگر زن فیلم موزیکال یا کمدی بخاطر فیلم بهتر از این نمی‌شه (۱۹۹۷)
- نامزد جایزه گلدن گلوب بهترین بازیگر نقش مکمل زن (۲۰۱۲)
- نامزد جایزه اسکار بهترین بازیگر نقش مکمل زن (۲۰۱۲)
- جایزه امی ساعات پربیننده برای بهترین بازیگر نقش اول زن در مجموعه کمدی (۱۹۹۶)
- جایزه امی ساعات پربیننده برای بهترین بازیگر نقش اول زن در مجموعه کمدی (۱۹۹۷)
- جایزه امی ساعات پربیننده برای بهترین بازیگر نقش اول زن در مجموعه کمدی (۱۹۹۸)
- جایزه امی ساعات پربیننده برای بهترین بازیگر نقش اول زن در مجموعه کمدی (۱۹۹۹)
- جایزه انجمن بازیگران فیلم برای بهترین بازیگر نقش اول زن (۱۹۹۷)
- جایزه انجمن بازیگران فیلم برای بهترین بازیگر زن در مجموعه کمدی (۱۹۹۴)
- عملکرد فوق‌العاده توسط یک بازیگر نقش اول زن در نقش اصلی (۱۹۹۷)
- نامزد جایزه انجمن بازیگران فیلم برای بهترین بازیگر نقش مکمل زن (۲۰۱۲)
- (۱۹۹۴)

## فیلم‌شناسی

### بازیگر
| سال        | نام فیلم                          | نقش                                             |
| ---------- | --------------------------------- | ----------------------------------------------- |
| ۱۹۷۴       | پیشگامان زن                       | سارا                                            |
| ۱۹۷۵       | فریاد مرگ                         | تالیا رودریگز                                   |
| ۱۹۷۵       | All Together Now                  | سوزان لیندسی                                    |
| ۱۹۷۶       | بچه داری                          | شارون مک نامارا                                 |
| ۱۹۷۷       | دیکته                             | کریستینا                                        |
| ۱۹۷۷       | قطار هوایی                        | تریسی                                           |
| ۱۹۷۸       | زن بیونیک                         | Princess Aura                                   |
| ۱۹۷۹       | پیوند                             | جانیس هرلی                                      |
| ۱۹۸۱       | Child Bride of Short Creek        | نائومی                                          |
| ۱۹۸۱       | نمایشگاه عصرانه سی بی اس          | Phoebe                                          |
| ۱۹۸۱       | I Think I'm Having a Baby         | شنی                                             |
| ۱۹۸۱       | بهترین دختر کوچولویه دنیا         | کامرون                                          |
| ۱۹۸۱       | فرشته گرد و غبار                  | لیز                                             |
| ۱۹۸۱       | معجزه از کتی میلر                 | کتی میلر                                        |
| ۱۹۸۲       | Desperate Lives                   | سندی                                            |
| ۱۹۸۳       | Bill: On His Own                  | جنی ولز                                         |
| ۱۹۸۳       | شاهزاده خانم کوارتربک             | تامی                                            |
| ۱۹۸۳       | Choices of the Heart              | کتی                                             |
| ۱۹۸۴       | Sweet Revenge                     | دبی                                             |
| ۱۹۸۴       | ترنسرها                           | لینا                                            |
| ۱۹۸۵       | Waiting to Act                    | تریسی                                           |
| ۱۹۸۵       | دخترها فقط می‌خواهند لذت ببرند     | لین                                             |
| ۱۹۸۶       | پگی سو ازدواج کرد                 | بث                                              |
| ۱۹۸۶       | شاهزاده قورباغه                   | هنریتا                                          |
| ۱۹۸۷       | تولد                              | مریم                                            |
| ۱۹۸۷       | پروژه ایکس                        | تری                                             |
| ۱۹۸۸       | تیرانداز                          | تریسی                                           |
| ۱۹۸۸       | مایل‌ها دور از خانه                | جنیفر                                           |
| ۱۹۸۸       | دزدی خانه                         | Hope Wyatt adult and pregnant                   |
| ۱۹۸۸       | پرنس قورباغه                      | شاهدخت هنریتا                                   |
| ۱۹۸۹       | حادثه در رودخانه تیره             | جسی                                             |
| ۱۹۸۹       | نزدیک‌ترین خویشاوند                | جسی گیتس                                        |
| ۱۹۹۰       | رام کردن زن سرکش                  | Bianca                                          |
| ۱۹۹۱       | قتل در نیوهمشایر                  | پاملا اسمارت                                    |
| ۱۹۹۱       | ترنسرها ۲                         | لنا                                             |
| ۱۹۹۱       | Into the Badlands                 | بلوسوم                                          |
| ۱۹۹۲       | رقص آب                            | آنا                                             |
| ۱۹۹۲       | فقط تو                            | کلر                                             |
| ۱۹۹۲       | آقای شنبه شب                      | آنی ولز                                         |
| ۱۹۹۲       | باب رابرتز                        | رز                                              |
| ۱۹۹۲       | ترنسرها ۳                         | لنا                                             |
| ۱۹۹۳       | Sexual Healing                    | رنه                                             |
| ۱۹۹۳       | In the Company of Darkness        | جینا                                            |
| ۱۹۹۷، ۱۹۹۴ | پخش زنده شنبه شب                  | خودش (میزبان)                                   |
| ۱۹۹۵       | بوسه مرگ                          | Bev Kilmartin                                   |
| ۱۹۹۵       | دوستان (مجموعه تلویزیونی)         | Jamie Buchman                                   |
| ۱۹۹۶       | گردباد                            | دکتر جو هاردینگ                                 |
| ۱۹۹۷       | بهتر از این نمی‌شه                 | کارول کانلی                                     |
| ۱۹۹۸       | شب دوازدهم                        | کامرون                                          |
| ۱۹۹۸       | سیمپسون‌ها                         | Renee (صدا)                                     |
| ۲۰۰۰       | دکتر تی و زنان                    | Bree                                            |
| ۲۰۰۰       | آنچه زنان می‌خواهند                | دارسی مک                                        |
| ۲۰۰۰       | به دیگری نیکی کن                  | آرلن                                            |
| ۲۰۰۰       | دورافتاده                         | کلی فریرز                                       |
| ۲۰۰۱       | یک شب در مک کول                   | راننده کامیون                                   |
| ۲۰۰۱       | نفرین عقرب یشمی                   | ان بتی فیتز جرالد                               |
| ۲۰۰۴       | یک زن خوب                         | خانم ارلین                                      |
| ۲۰۰۵       | سقوط امپراتوری (مجموعه تلویزیونی) | Janine Roby                                     |
| ۲۰۰۶       | بابی                              | سامانتا استیونس                                 |
| ۲۰۰۷       | سپس او مرا یافت                   | آوریل                                           |
| ۲۰۰۹       | هر روز                            | جنی                                             |
| ۲۰۱۰       | هیاهوی بسیار برای هیچ             | Beatrice                                        |
| ۲۰۱۱       | موج‌سوار معنوی                     | همیلتون                                         |
| ۲۰۱۲       | جلسه‌ها                            | Cheryl Cohen-Greene                             |
| ۲۰۱۲       | کالیفرنیکیشن                      | کارگردان Episode: "At the Movies"               |
| ۲۰۱۳       | رمزگشایی آنی پارکر                | مری کلر کینگ                                    |
| ۲۰۱۵ ،۲۰۱۳ | انتقام                            | کارگردان Episode: "Retribution" Episode: "Loss" |
| ۲۰۱۴       | سواری                             | Jackie                                          |
| ۲۰۱۶       | این ما هستیم                      | کارگردان Episode: "Last Christmas"              |
| ۲۰۱۷       | من تو را دوست دارم، بابا          |                                                 |
| ۲۰۱۸       | فصل معجزه                         | Kathy Bresnahan                                 |
| ۲۰۱۸       | آبنبات شیشه‌ای                     |                                                 |
| ۲۰۱۹       | تو را دیدم                        | Jackie Harper                                   |
| ۲۰۱۹       | سیاستمدار (مجموعه تلویزیونی)      | کارگردان Episode: “Gone Girl”                   |
| ۲۰۱۹       | من تو را می‌بینم                   |                                                 |
| ۲۰۲۰       | متصدی شیفت شب                     |                                                 |
| ۲۰۲۱       | چگونه پایان می‌پذیرد               |                                                 |